# Goodbye, My Friend
"Goodbye, My Friend" é o 13.° da terceira temporada da série de televisão de comédia de situação norte-americana 30 Rock, e o 49.° da série em geral. Os co-produtores executivos Ron Weiner e John Riggi foram os respectivos responsáveis pela escrita do argumento e pela realização. A sua transmissão nos Estados Unidos ocorreu na noite de 5 de Março de 2009 através da rede de televisão National Broadcasting Company (NBC). Dentre as estrelas convidadas para o episódio, estão inclusas Phoebe Strole, Patti LuPone, Christopher N. Smith, John Lutz, e Sue Galloway. O actor John Lithgow também fez uma participação desempenhando uma versão fictícia de si mesmo.
No episódio, a argumentista Liz Lemon (interpretada por Tina Fey) tenta adoptar o bebé de Becca (Strole), uma balconista adolescente grávida a quem conhece quando visita a loja de dónutes na qual ela trabalha. Enquanto isso, o estagiário Kenneth Parcell (Jack McBrayer) descobre que o astro Tracy Jordan (Tracy Morgan) nunca comemorou o seu aniversário, então pede à sua colega Jenna Maroney (Jane Krakowski) para compartilhar a sua festa de aniversário com Tracy. Ao mesmo tempo, Jack Donaghy (Alec Baldwin) vai curtir uma noite com os argumentistas do The Girlie Show with Tracy Jordan (TGS), aproximando-se de Frank Rossitano (Judah Friedlander) ao ponto de convencê-lo a retornar à faculdade de direito.
No geral, "Goodbye, My Friend" foi recebido com opiniões mistas pelos críticos especialistas em televisão do horário nobre, que condenaram a sua dependência na trama de Jack inspirada em Harry and the Hendersons mas apreciaram a aparição de Lithgow. De acordo com as estatísticas publicadas pelo serviço de mediação de audiências da Nielsen Media Research, o episódio foi assistido em uma média 7,30 milhões de domicílios norte-americanos durante sua transmissão original e recebeu a classificação de 3,8 e nove de share no perfil demográfico dos telespectadores na faixa dos dezoito aos 49 anos.

## Produção
"Goodbye, My Friend" é o 13.° da terceira temporada de 30 Rock. O co-produtores executivos Ron Weiner e John Riggi foram os respectivos responsáveis pela escrita do argumento e pela realização. Para o primeiro, esta foi a terceira vez a receber crédito em um guião do seriado, após "Secrets and Lies" (2008) e "Señor Macho Solo" (2009). Para Riggi, embora seja a sua primeira vez a trabalhar como realizador em 30 Rock, ele já vinha funcionando como argumentista desde a temporada de estreia.

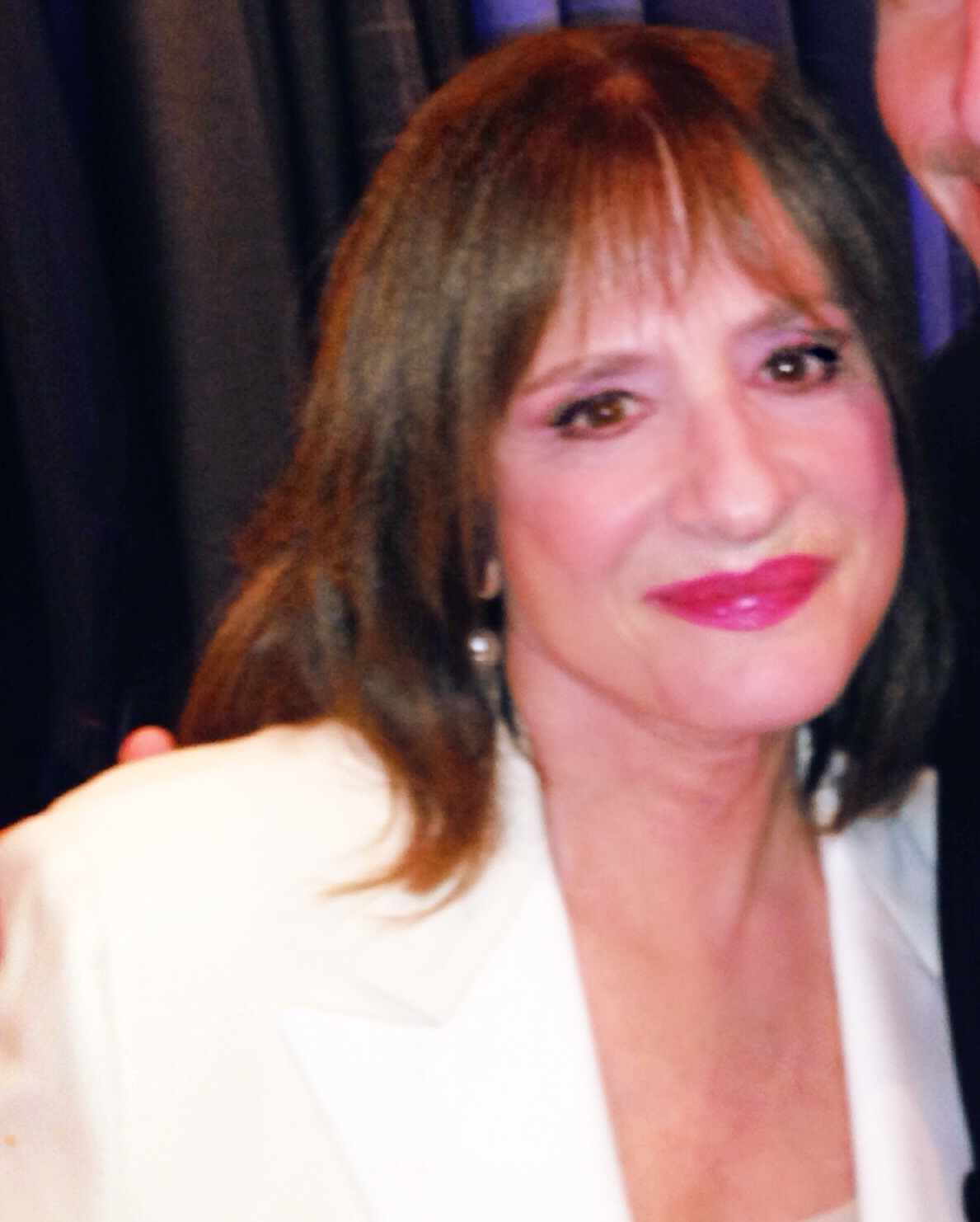
Patti LuPone fez uma participação especial em "Goodbye, My Friend."

Segundo o expressado pelo actor Judah Friedlander nos bastidores deste episódio, ele teve que realmente cortar o seu cabelo para que a sua personagem Frank Rossitano recebesse uma reforma de modo a retornar à faculdade de direito. O comediante revelou ainda que algumas das falas entre Frank e Jack Donaghy foram cortadas da transmissão para a televisão, inclusive uma na qual os dois discutem sobre o filme Western Shane (1953). A participação especial da cantora e actriz Patti LuPone foi anunciada pela primeira vez em Janeiro de 2009. Em "Goodbye, My Friend," ela fez a sua estreia como Sylvia Rossitano, a mãe de Frank. Contanto, foi Tina Fey — criadora, produtora executiva, argumentista-chefe e actriz principal em 30 Rock — que desempenhou as partes de Sylvia nas leituras para o episódio, com o seu desempenho sendo visto por Friedlander como "hilariante" ao ponto da equipa do programa "querer colocar uma peruca nela para ela desempenhar o papel." LuPone viria a retornar para uma aparição na quarta temporada do seriado.
Em "Goodbye, My Friend," a atriz convidada Phoebe Strole deu vida a Becca, a balconista adolescente grávida a quem conhece quando visita a loja de dónutes na qual ela trabalha. Este episódio faz referência ao desejo de Liz de se tornar mãe, que começou na primeira temporada do programa e teve continuidade nesta temporada quando Liz tentou finalmente adotar uma criança em "Do-Over." Em uma das cenas de "Goodbye, My Friend," Becca reclama com Liz que nenhum dos potenciais pais adoptivos para o seu bebé nem sequer conhecem o cantor norte-americano Chris Brown. De modo a melhorar a sua imagem para Becca, Liz canta um trecho de "With You" (2007), êxito do artista. Porém, quando 30 Rock foi transferido da plataforma de streaming Netflix para o Hulu em Outubro de 2007, o nome de Brown foi alterado para Ne-Yo e apenas a parte de canto abafada do seu canto é mostrada, deixando incerto qual seria a música a ser cantada. Segundo o portal The Hollywood Reporter, "Goodbye, My Friend" foi transmitido quase um mês depois do incidente de violência doméstica de Brown em Rihanna, motivo pelo qual o Hulu provavelmente queria remover a menção ao cantor. Outra participação especial em "Goodbye, My Friend" foi a de John Lithgow, que fica perdido dentro do Prédio GE ao longo deste episódio. Embora o seu nome não tenha sido listado na sequência de créditos finais, a actriz Sue Galloway participou de "Goodbye, My Friend" interpretando a sua personagem Sue LaRoche-Van der Hout.
Neste episódio, o actor Lonny Ross repetiu a sua performance como Josh Girard pela 22.ª vez e pela primeira na terceira temporada. No episódio piloto de 30 Rock, Josh foi introduzido como o homólogo masculino de Jenna no TGS. No entanto, com o desenvolvimento do personagem Tracy Jordan, assim como a construção de um relacionamento mais próximo com o resto do elenco e equipa do TGS, inclusive a própria Jenna, a presença de de Josh na série foi diminuindo. Com o passar do tempo, o seriado abandonou ainda mais o TGS como a sua premissa principal, contrariando assim o plano original de30 Rock. Consequentemente, o TGS passou ao pano de fundo, enquanto as personagens secundárias Liz e Jack tornaram-se papéis menores do que o originalmente idealizado. Com esta exposição cada vez menor de Josh, Ross eventualmente abandonou o elenco da série. Este facto foi mencionado no início da quarta temporada, na qual Jack procura um novo membro para o elenco do TGS e comenta não se lembrar de Josh. Eventualmente, Ross foi substituído pelo actor de teatro Cheyenne Jackson que, similarmente, também acabou abandonando o seriado pela sua personagem Jack "Danny" Baker ter sido negligenciada por outras histórias.

## Enredo
Liz Lemon (Tina Fey) faz amizade com uma adolescente grávida chamada Becca (Phoebe Strole), a quem conhece no balcão da loja de dónutes na qual ela trabalha. Quando vê a jovem a ler artigos sobre adopção e tomar conhecimento que ela está chateada com o pai do bebé, Liz percebe que esta pode ser a sua chance de finalmente adotar uma criança. Liz cria um emprego para Becca como consultora de juventude do TGS with Tracy Jordan. Liz acredita que encorajar Becca a seguir seu sonho como cantora a levará a abdicar do bebé. No entanto, quando Tim Baker (Christopher N. Smith), o namorado de Becca, chega ao prédio GE, Liz percebe que Becca e Tim devem estar para poderem criar o seu filho juntos e aconselha-os a trabalharem no seu relacionamento.
Enquanto isso, Jack Donaghy (Alec Baldwin) decide conviver com os argumentistas do TGS. Na casa de Jack, eles assistem ao filme Harry and the Hendersons. Jack e Frank criam um vínculo pelo fato de ambos terem crescido com pais caloteiros. Frank admite a Jack ter frequentado a Faculdade de Direito da Universidade Fordham por um semestre, mas desistiu devido a problemas familiares. No dia seguinte, o executivo decide ajudá-lo a concretizar o seu sonho de se tornar advogado, conseguindo uma bolsa integral para a Faculdade de Direito da Universidade Columbia. Em troca, Frank convida Jack à sua casa para jantar, durante o qual a sua mãe Sylvia Rossitano (Patti LuPone) revela a Jack, enquanto Frank está fora da sala, que o pai do argumentista está escondido pois é advogado da máfia, e que ela não quer que o seu filho siga aqueles passos. Pelo bem de Frank, Jack diz-lhe para esquecer o sonho da advocacia e voltar a ser um guionista no TGS.
Ao mesmo tempo, o aniversário de Jenna Maroney (Jane Krakowski) se aproxima, e Kenneth Parcell (Jack McBrayer) pede-lhe permissão para partilhar a celebração com Tracy Jordan (Tracy Morgan), que nunca celebrou um aniversário na vida. Embora não esteja feliz com a ideia, Jenna concorda. Na celebração do seu aniversário, chateada por ninguém lhe prestar atenção, Jenna finge uma lesão para obter simpatia, mas é ignorada. Ainda tentando chamar atenção, ela usa uma cadeira de rodas mas, quando essa tentativa também falha, ela desiste. Tracy vê-a levantando da cadeira de rodas e celebra pois, enquanto apagava as velas do bolo de aniversário, desejou que ela melhorasse.

### Análises da crítica

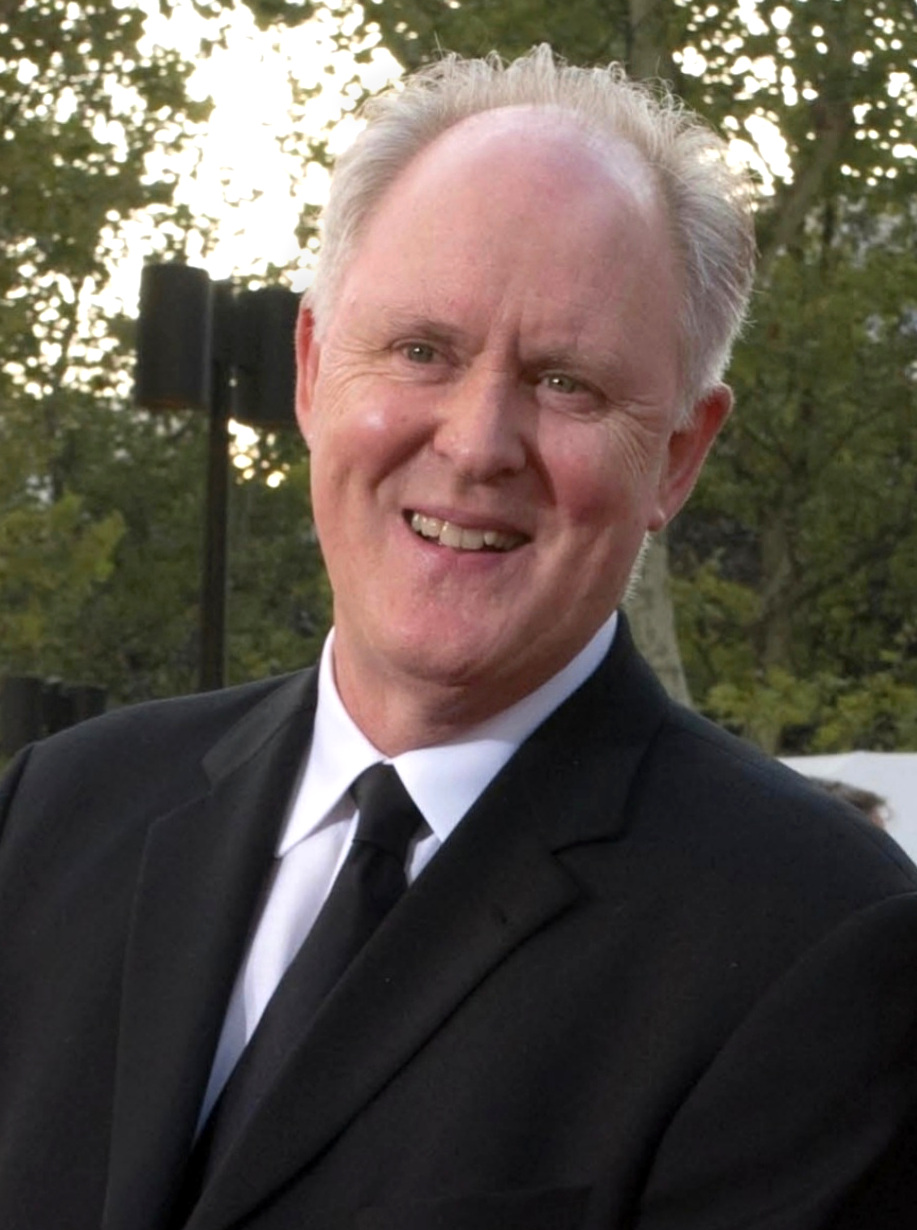
A participação de John Lithgow foi considerada a "mais incrível de sempre" em 30 Rock.